# 康白情
康白情（1896年4月9日—1959年），原名梓纲，曾用名树嘉、叔良，字洪章，笔名有愚庵、白情、商隐等，四川安岳人，中国现代诗人。

## 生平
康白情1896年生於四川安岳县来凤乡井家沟，11歲加人哥老会，16歲岁考入成都省立師範學校，1916年考入北京高等師範學校，次年夏考入北京大學哲學系，改名“白情”。1918年参与筹办《新潮》杂志，被推举为杂志社干事部干事。12月，“新潮社”正式成立。同年参加蔡元培組織的进德会。1919年，参与筹办“少年中国学会”。1月，發起北大平民教育團。1919年7月1日，在陳愚生宅內成立少年中國學會，由李大钊、王光祈、曾琦、陈淯、康白情、雷宝华六人提议修改“少年中国学会”有关规约，创刊《少年中国》任副主編。1920年5月，康白情与徐彦之、孟寿椿、黄日葵等组织北京大学游日学生团去日本访问。夏，從北大畢業，由蔡元培推薦，拿到獎學金和羅家倫、傅斯年等人共同出洋留學。到達舊金山後在加州大學伯克萊分校攻讀碩士學位。不久，他加入當地的“致公堂”開始政治活動。他勸說孟壽椿、康紀鴻合組“新中國黨”。1922年5月，任美洲中國文化同盟主任，辦《大同報》。1924年末，經濟困窘被迫回國。
回國後本打算回北大任教，但被蔣夢麟拒絕。他便在教育總長章士釗處謀得了法制委員一職。1926年夏，他回到家鄉四川，他在劉湘的省政府謀取了一些職位。1927年，國民政府北方結束，他到上海經商。後顛沛流離。
1951年開始在華南聯大任教，後轉往南方大學任教。1958年4月18日，在反右運動中被劃為右派。1959年，病逝。1979年3月12日，平反。